# Dracula : Le Mystère du château
Dracula : Le Mystère du château (Dracula's Secret dans son titre anglais original) est un jeu d'aventure développé au Canada par Corel Corporation et édité par Future Endeavors. La titre est sorti en 1996 en Amérique et connaît une réédition internationale en 1998.

## Trame
Le comte Dracula invite le joueur à le trouver dans son château pour lui révéler un secret. Pour cela, il doit d'abord traverser la Transylvanie. Il débute enfermé dans un cimetière et doit trouver la clé. Il lui faut ensuite traverser un précipice, mais le pont est loin d'être praticable et les différents monstres et créatures de la zone doivent être consultés pour qu'ils apportent leur aide.
Une fois une énigme supplémentaire concernant l'escalier d'entrée du château résolue, le joueur atteint le grand vestibule où Dracula, sous forme de chauve-souris l'accueille. Il lui indique qu'il devra explorer la multitude de pièces pour trouver des indices renseignant l'endroit où il se cache et participer à des épreuves pour récupérer les différentes parties de ses armoiries. Le bâtiment est composé d'un rez-de-chaussée, de deux étages et de douves.
Une fois les énigmes résolues, le joueur trouve des cercueils et des objets permettant de l'ouvrir. Un seul renferme le Comte. Une fois découvert, il emmène l'aventurier avec lui pour participer à une fête et l'introduire en tant que membre honoraire de la confrérie spectrale.
Le joueur rencontre différentes créatures, dont des fantômes, un loup-garou, des squelettes, une sorcière, le Dr Jekyll et M. Hyde, le Fantôme, Igor, des gargouilles et bien d'autres encore.

## Système de jeu
Le jeu est un point & click à la première personne, et requiert une souris pour cliquer sur les éléments interactifs de chaque tableau. En plus des objets importants dans la quête, de nombreuses animations peuvent être activées. Le jeu est destiné aux enfants à partir de 6 ans.